# Saul Williams

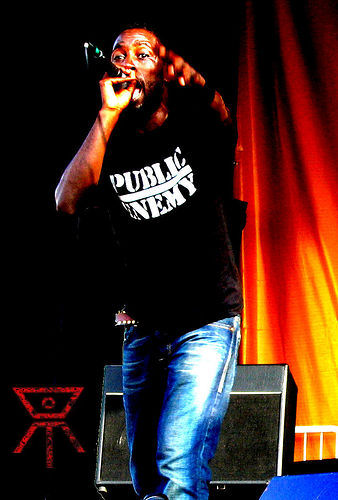
Saul Williams in Brooklyn 2005

Saul Stacey Williams (* 29. Februar 1972 in Newburgh, Orange County, New York) ist ein US-amerikanischer Autor, Poet, Schauspieler, Rapper, Sänger und Musiker in der Hip-Hop-Szene. Bekannt ist er vor allem wegen seiner Spoken-Word-Alben und dem Film Slam.

## Biografie
Saul Williams wurde 1972 in Newburgh als Sohn eines Priesters und einer Lehrerin geboren. Nachdem er das Morehouse College in Atlanta, Georgia, mit einem B.A. in philosophy abgeschlossen hatte, zog er nach New York, um an der Universität Schauspiel zu studieren. Dort kam er mit der Poetry-Slam-Szene in Kontakt und begann selbst an Slams teilzunehmen. 1996 gewann er den Titel Nuyorican Poets Cafe Grand Slam Champion.
Durch die Bekanntheit als Grand Slam Champion kam Williams 1998 zum Film Slam, in dem er die Hauptrolle spielte. Der Film gewann sowohl den Sundance Film Festival Grand Jury Price als auch die Caméra d’Or in Cannes, womit Williams auch beim europäischen Publikum bekannt wurde.
Etwa zur selben Zeit begann Williams auch Musik zu machen und seine Gedichte zu vertonen. Er arbeitete unter anderem mit Künstlern wie The Fugees, Blackalicious, Erykah Badu, İlhan Erşahin, KRS-One, De La Soul, DJ Krust und DJ Spooky sowie mit den Dichtern Allen Ginsberg und Sonia Sanchez zusammen. Nach diversen EPs veröffentlichte Williams 2001 das von der Kritik sehr gelobte Album Amethyst Rock Star. Im September 2004 folgte sein zweites Album, das schlicht Saul Williams heißt.
2005 wirkte er auf Enter The Chicken, einem Album des experimentellen Gitarristen Buckethead mit. Des Weiteren ist Williams auf der Nine-Inch-Nails-Single Survivalism vom Album Year Zero (2007) zu hören und fertigte einen Remix des Stückes an, welcher zurzeit auf Williams persönlichen Myspace-Seite zu hören ist und später als Bonus auf die Vinyl-Fassung der Single kommen soll.
Williams begleitete bereits 2005 die Nine Inch Nails auf ihrer Sommer Tour durch Europa, ebenso tourte er mit The Mars Volta. 2006 verkündete Williams, der die Nine Inch Nails diesmal durch Nordamerika begleitete, dass Trent Reznor Williams’ neues Album produzieren werde.
Dieses erschien unter dem Namen „The Inevitable Rise and Liberation of NiggyTardust!“ am 1. November 2007. Die Veröffentlichungspolitik war ähnlich wie beim wenige Wochen zuvor erschienenen Albums In Rainbows von Radiohead, da auf ein Plattenlabel verzichtet wurde und das Bezahlen freiwillig ist: Das Album kann wahlweise kostenlos oder für 5 US-Dollar von niggytardust.com heruntergeladen werden. Zwischen diesen beiden Alternativen besteht allerdings ein klangtechnischer Unterschied, da nur nach erfolgter Bezahlung auch das Herunterladen verlustfreier FLAC-Dateien möglich ist.
Am 4. Januar 2008 haben Saul Williams und Trent Reznor konkrete Zahlen zum Download des aktuellen Albums veröffentlicht (www.visions.de). Demnach wurde das Album „The Inevitable Rise and Liberation of NiggyTardust!“ in den Monaten November und Dezember insgesamt 154.000 mal runtergeladen. Davon haben 28.000 Nutzer den freiwilligen Betrag von 5 US-Dollar gezahlt.
Reznor äußerte sich folgendermaßen zu den Zahlen: „Sind das nun gute Nachrichten, dass noch nicht mal jeder fünfte das Album mit 5,- Dollar wert schätzt? Ich weiß nicht, was ich erwartet habe, aber dieser Prozentsatz wirkt entmutigend. Andererseits ist Sauls Musik auf mehr iPods als jemals zuvor und die Leute interessieren sich für ihn.“
Zum Vergleich: Von Saul Williams’ letztem regulären Album wurden bis heute 33.000 Exemplare verkauft. (Quelle: www.visions.de)
Als Autor veröffentlichte Williams in The New York Times, Esquire, Bomb Magazine und African Voices. Zusätzlich hat er vier Sammlungen seiner Gedichte veröffentlicht. 2021 gab er mit Neptune Frost sein Debüt als Regisseur und übernahm die Co-Regie. Außerdem verfasste er das Drehbuch.
Williams ist sowohl als Musiker, als auch als Autor auf Tour gewesen. Derzeit wohnt er in Los Angeles, Kalifornien.

## Bibliografie
- The Seventh Octave, 1998, Moore Black Press ISBN 0-9658308-1-0
- S/he, 1999, MTV/Pocketbooks ISBN 0-671-03977-6
- , Said the Shotgun to the Head., 2003, MTV/Pocketbooks ISBN 0-7434-7079-6
- The Dead Emcee Scrolls, 2006, MTV/Pocketbooks ISBN 1-4165-1632-8
- US(a.), 2015, Gallery Books/MTV Books, ISBN 978-1-4767-7932-4.

## Diskografie

### Alben/EPs
- Penny for a Thought / Purple Pigeons EP (2000)
- Amethyst Rock Star (2001)
- Not in My Name EP (2003)
- Saul Williams (2004)
- The Inevitable Rise and Liberation of NiggyTardust! (2007)
- NGH WHT - The Dead Emcee Scrolls with the Arditti Quartet (2009)
- Volcanic Sunlight (2011)
- MartyrLoserKing (2016)

### Andere Veröffentlichungen
- „Twice the First Time“ auf Eargasms - Crucialpoetics Vol. 1 (1997)
- „Elohim (1972)“ auf Black Whole Styles (1998)
- „OHM“ auf Lyricist Lounge Volume One (1999)
- „Coded Language“ auf Coded Language von DJ Krust (1999)
- „Release“ (feat. Lyrics Born) auf Blazing Arrow von Blackalicious (2002)
- „Time (Jungle) (Temple Of Soul Mix)“ on Nublu Sessions, gemixt von Wax Poetic (2003)
- „Sent from Sandy Shores“ (feat. Sacajawea) auf Dreams of Water Themes von Adventure Time (2003)
- „Three Fingers“ auf Enter the Chicken von Buckethead & Friends (2005)
- „Sea Lion (Extended)“ (feat. Will Oldham) auf „Sea Lion“ von Sage Francis (2005)
- „Mr. Nichols“ auf Sound Mirrors von Coldcut (2006)
- „Survivalism“ und „Me, I’m Not“ auf Year Zero von Nine Inch Nails (2007)
- „U Can Do It“ auf KIDS von Maeckes

## Filmografie (Auswahl)
- 1996: Underground Voices
- 1998: Slam
- 1998: SlamNation
- 1999: I’ll Make Me a World
- 2001: K-PAX – Alles ist möglich (K-PAX)
- 2005: Lackawanna Blues (Fernsehfilm)
- 2012: Aujourd’hui
- 2020: Akilla’s Escape
- 2021: Neptune Frost (Co-Regie und Drehbuch)
- 2025: Blood & Sinners (Sinners)